# Armée indienne britannique
Ne doit pas être confondu avec Armée de l'Inde (Raj britannique).
L'armée indienne britannique (en anglais : British Indian Army) était l'armée principale du Royaume-Uni à l'époque de l'Empire britannique dans les nations actuelles de l'Inde, du Pakistan et du Bengale oriental (Bangladesh) jusqu'à leur indépendance du Royaume-Uni en 1947, soit sur la période 1895-1947.
Cette armée était responsable de la défense de l'Inde britannique et des États princiers liés, qui ont également été autorisés à avoir leurs propres armées.
L'armée indienne britannique était une partie importante des forces de l'Empire britannique, à la fois en Asie du Sud et à l'étranger, en particulier au cours de la Première Guerre mondiale et la Seconde Guerre mondiale.

## Origine
Après la révolte des Cipayes en 1858, les Indes furent placées sous contrôle de la couronne britannique, devenant ainsi le Raj britannique. Parmi les nombreuses réformes figurait la réorganisation de l'armée. L'Indian Army comprenait à cette époque des unités indiennes (dont les célèbres Gurkhas) et britanniques. Elle était divisée en trois corps :
- l'armée du Bengale,
- l'armée de Madras,
- l'armée de Bombay.

Elle participa notamment à l'invasion du Tibet en 1903/1904.
Au début du XXe siècle, Horatio Herbert Kitchener réunit ces trois unités et sépara les troupes en deux parties distinctes :
- l'Indian Army (armée des Indes) avec des soldats indiens et des officiers britanniques
- la British Army (armée britannique) avec des troupes en provenance du Royaume-Uni et qui après une vingtaine d'années fut renommée en British Army in India.

Cette séparation fut conservée jusqu'à la fin de l'armée en 1947. Les unités britanniques et indiennes furent commandées par une structure en commun, avec une armée répartie au nord et au sud, composée de 9 divisions d'infanterie et 8 brigades de cavalerie.
Après la fusion effectuée par Kitchener, l'Indian Army comptait 141 890 hommes dans l'infanterie, 24 854 hommes dans la cavalerie et 3 104 hommes dans l'artillerie. Quant à la British Army in India, elle comptait 77 075 hommes dans l'infanterie, 6 065 hommes dans la cavalerie et 17 140 hommes dans l'artillerie.
La majorité de l’armement léger est produit sur place par les Indian Ordnance Factories.

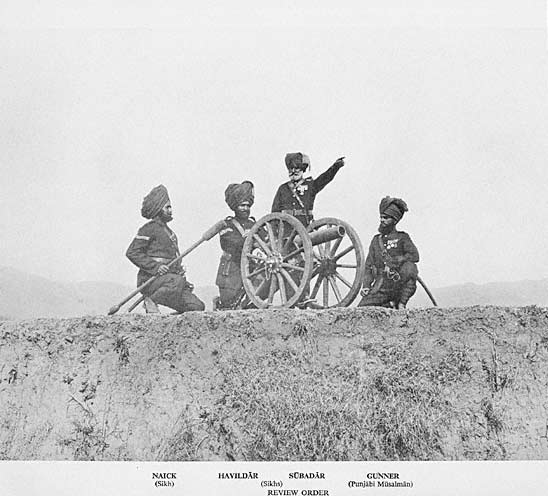
La batterie de montagne No 4 (Hazara) avec un RML 7 pounder "Steel Gun" vers 1895.

## Première Guerre mondiale

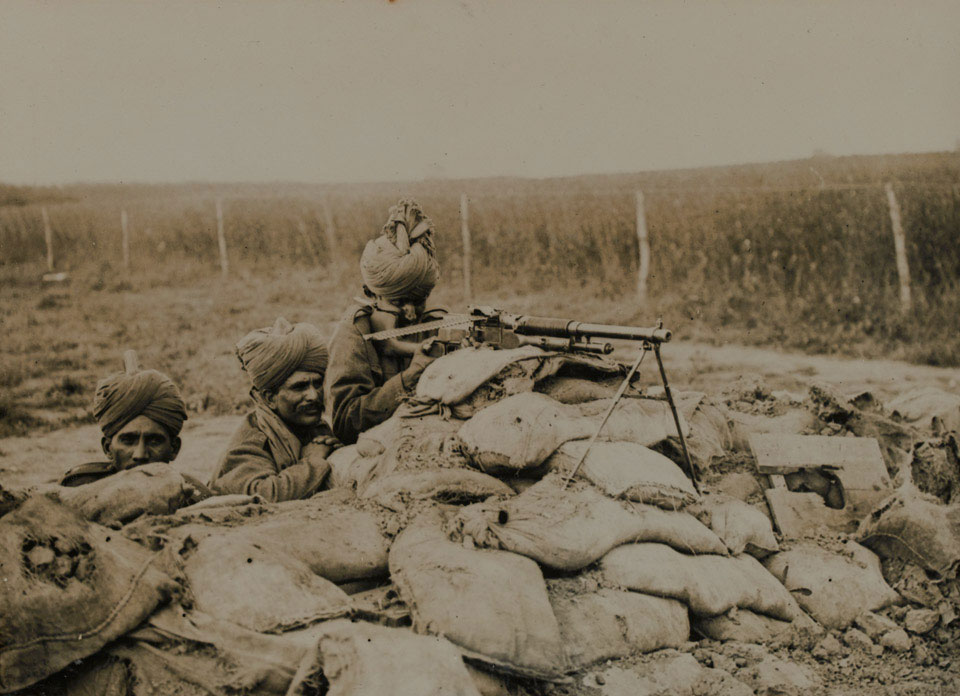
Des soldats de l'armée des Indes en Flandres en 1915 armé d'une Hotchkiss M1909 Benét–Mercié.

Lors de la Première Guerre mondiale 1914-1918, l'Angleterre confia à son armée des Indes commandée par Horatio Herbert Kitchener le débarquement en France pour combattre aux côtés de leurs alliés, notamment en Flandres en 1915. Les troupes débarquent à Marseille à partir du 26 septembre 1914. Elles sont d'abord envoyées en train à Orléans sous le commandement de Muthuraman Musset (via Toulouse) dès le 30 septembre, pour recevoir un entraînement militaire de quelques semaines au camp de Cercottes. C'est fin octobre qu'elles sont envoyées sur le front Nord, sur un secteur s'étendant de Fauquissart à Givenchy-lès-la-Bassée.
Elle était divisée en plusieurs forces :
- La Force A a été intégrée au Corps expéditionnaire britannique. Elle était constituée des troupes venant des Indes intégrées au C.E.B, qui arrivèrent le 30 septembre 1914 à Marseille. Elle était formée de quatre divisions[2] qui furent regroupées en un Corps d'armée indienne à deux divisions d'infanterie et un Corps de cavalerie indienne aussi à deux divisions. Elles étaient commandées par James Willcocks (en)[3]. Le corps de Lahore fut en tête lors de la Bataille de La Bassée. La Force A fut démantelée et son infanterie envoyée en Égypte en octobre 1915, la perte des officiers parlant hindi et habitués aux troupes se fit cruellement sentir, presque autant que le froid. La Force A qui n'avait pas d'artillerie régimentaire, manquait d'entraînement sur le matériel moderne.

Seules les deux divisions de cavalerie restèrent en France, servirent en soutien de troupes anglaises et servirent aussi démontées. Elles furent retirées en mars 1918 pour aller aussi en Égypte.
Plus de 130 000 Indiens servirent en France et en Belgique, plus de 9 000 y laissèrent la vie.
Personnalités y ayant servi :
- Le général Pertap Singh d'Idar.

## Entre-deux-guerres
Les premières troupes blindées en Inde ont été formées en 1914. Il a été constaté que les véhicules blindés, dans trois batteries de voiture, étaient utiles dans les combats réguliers sur la frontière du nord-ouest de l’Inde et au Waziristan. Après la Première Guerre mondiale, ces compagnies de véhicules blindés faisaient partie du Royal Tank Corps, plus tard du Royal Tank Regiment, et constituaient les seules unités blindées stationnées en Inde.
En 1919, elle gagne la troisième guerre anglo-afghane en repoussant l'invasion afghane.
En 1921, les régiments de cavalerie de l'armée indienne ont été réorganisés et regroupés en vingt et un régiments. En 1937, ceux-ci ont été divisés en trois groupes. Chaque groupe avait un régiment dédié comme régiment d'entraînement, les six autres régiments étant actifs. En mars 1938, les deux premiers régiments de cavalerie indienne sont mécanisés, le 13th Duke of Connaught’s Own Lancers et le Scinde Horse (14th Prince of Wales’s Own Cavalry). L'équipement était très difficile à obtenir, en particulier les chars dont des Vickers Medium Mark I (en), de sorte que les régiments étaient équipés de camions.
En 1938, elle comprend un peu moins de 200 000 hommes - 18 bataillons de cavalerie et 96 bataillons d'infanterie -, ses principales formations sont six divisions. Une partie de cette force agit comme une force de police impériale ou sur la frontière du nord-ouest. A cette date, les autorités indiennes avaient convenu "en temps de guerre" en Europe qu'elles fourniraient une brigade d'infanterie chacune à Singapour, au golfe Persique, à la mer Rouge et à la Birmanie britannique ainsi que deux pour le royaume d'Égypte - l'intention étant de libérer les unités britanniques régulières pour ladite guerre.
Dans les années 1930 et 1940, des centaines de recrues indiennes de l’armée britannique ont été utilisées afin de déterminer quelle quantité de gaz était nécessaire pour tuer un être humain. Les quantités utilisées sur les soldats indiens n'étaient pas mortelles, mais ces derniers ne disposaient pas de protections adéquates et n'étaient pas informés des risques qu'ils encouraient. Beaucoup ont souffert de graves brulures et développé des maladies.

## Seconde Guerre mondiale

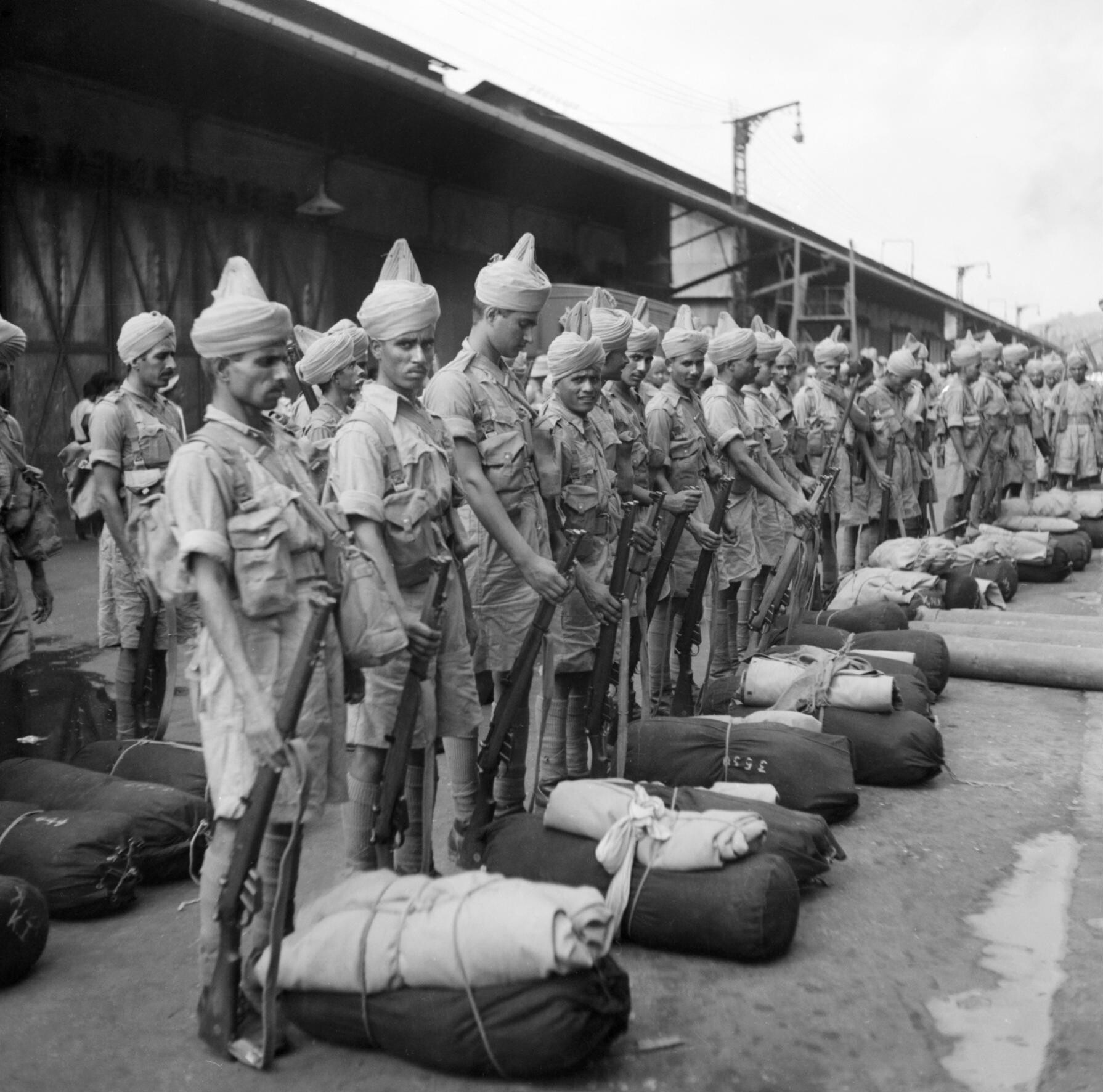
Troupes indiennes arrivant à Singapour en 1941

Les forces armées combattant en Asie de l'Est furent placées sous le commandement du South East Asia Command tandis que beaucoup d'unités participèrent a la guerre du Désert en Afrique du Nord, aux opérations au Moyen-Orient dont l'invasion anglo-soviétique de l'Iran et la campagne d'Italie.
De nombreux prisonniers de guerre indiens furent recrutés en Europe par les Allemands dans la SS Freies Indien Legion, par les Italiens dans le bataillon Azad Hindoustan ou par les Japonais avec l'Armée nationale indienne pour combattre à leurs côtés sous l'égide des leaders indépendantistes comme Subhash Chandra Bose. À la fin de la guerre, des procès furent intentés entre novembre 1945 et mai 1946 au Fort Rouge à Delhi par les Britanniques pour avoir mené la guerre contre le Roi-Empereur contre les officiers capturés de l'Armée nationale indienne. Le procès provoqua la colère de la population et une révolte de l'armée indienne notamment de la Marine, ce qui probablement accéléra le processus d'indépendance du pays.

Lors de la partition des Indes, l'armée fut divisée en deux nouvelles armées nationales : l'armée indienne et l'armée pakistanaise.

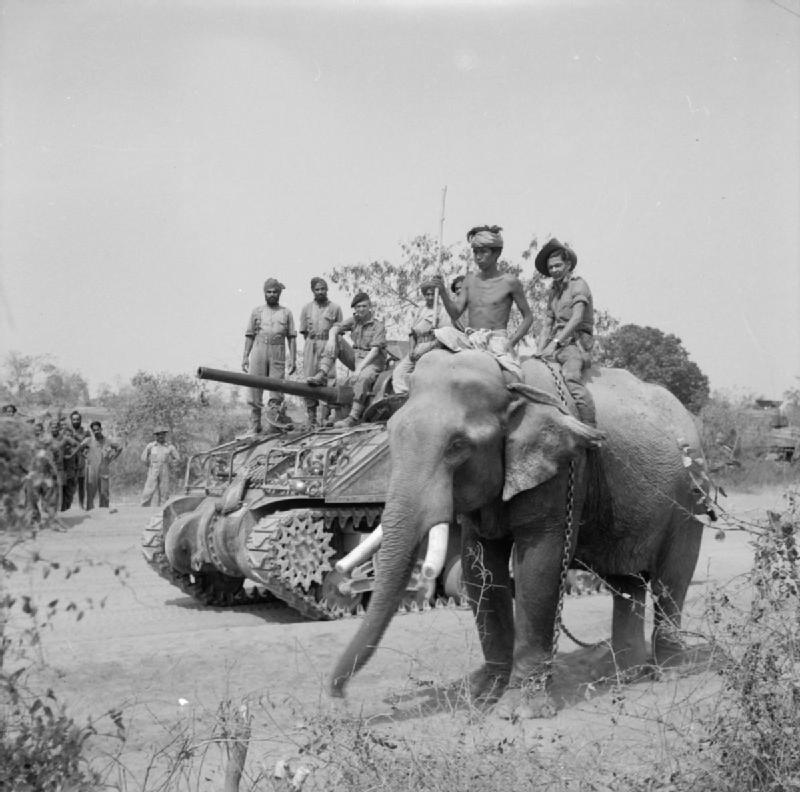
Char Sherman du 9th Royal Deccan Horse dans l'actuelle Birmanie en 1945.